# Chloroclysta phailota
Chloroclysta phailota là một loài bướm đêm trong họ Geometridae.